# Fernand Steven
Fernand Steven, né en 1895 à Liège et mort en 1955 à Herstal, est un peintre belge.

## Biographie
Formé à l'académie des beaux-arts de Liège, par Évariste Carpentier et Adrien de Witte, il fait partie en 1932 du "groupe d'Art moderne de Liège". Il enseigne le dessin à l'académie des beaux-arts de Liège de 1943 à 1955.

## Œuvres
Chronologie
- 1936 - 1938: fresques au Lycée Léonie de Waha, sur le boulevard d'Avroy à Liège.
- Vers 1938 : fresque de l'Institut Jules Seeliger[1].
- 1945 : Chirurgie, collection privée.
- 1947 : Le rail, au Musée de l'Art wallon, à Liège.

### Lieux de conservation
- Turboréacteur, au Musée de l'Art wallon, à Liège[2].
- Hélicoïde, au Musée de l'Art wallon, à Liège[2].
- Le Train de vapeur, collection privée.
- Le Marin, collection privée.
- Composition mécanique, collection privée
- Vue de Londres, collection privée[3].
- Quai de Coronmeuse, au Musée Gaspar (collection de l'Institut archéologique du Luxembourg)[4].